# L'Œil noir : Demonicon
L'Œil noir : Demonicon (Das Schwarze Auge: Demonicon) est un jeu vidéo de type action-RPG développé par Noumena Studios et édité par Kalypso Media, sorti en 2013 sur Windows.

## Accueil
- 4Players : 39 %[1]